# Bocklemünd/Mengenich
Bocklemünd/Mengenich, Köln-Bocklemünd/Mengenich — dzielnica miasta Kolonia w Niemczech, w okręgu administracyjnym Ehrenfeld, w kraju związkowym Nadrenia Północna-Westfalia, na lewym brzegu Renu. 